# Fernand Widal
Georges Fernand-Isidore Widal, mais conhecido por Fernand Widal (Dellys, 9 de Março de 1862 – Paris, 14 de Janeiro de 1929) foi um médico e bacteriologista francês que, entre outras contribuições para a ciência médica, se celebrizou pelo desenvolvimento de um teste simples para o diagnóstico da febre tifóide, ainda hoje conhecido por reacção de Widal. Uma vacina por ele desenvolvida contribuiu para reduzir significativamente a proliferação de casos de febre tifóide entre as tropas aliadas envolvidas na guerra de trincheiras durante a Grande Guerra. Foi um prolífico contribuidor para várias publicações periódicas e enciclopédias especializadas em ciências médicas, sendo autor de um conjunto notável de ensaios sobre as doenças infecciosas, a erisipela e as doenças do coração, do fígado e do sistema nervoso.

## Biografia
Entre 1886 e 1888 realizou sessões públicas de anatomia patológica, divulgando os resultados da investigação feita à época sobre as causas e consequências anatómicas de um alargado leque de patologias. Entre 1888 e 1890 foi professor de bacteriologia do professor Victor André Cornil.
Em 1895 foi nomeado médico visitante dos hospitais de Paris. Em 1904 passou a lente da Faculdade de Medicina de Paris. Em 1905 foi nomeado médico do Hôpital Cochin, passando a chefiar a vertente clínica daquela instituição.
Fernand Widal fez importantes contribuições para a prevenção, diagnóstico e tratamento de várias doenças, com destaque para a febre tifóide. Para esta doença desenvolveu em 1886 um teste diagnóstico, conhecido por reacção de Widal, que consiste na observação da aglomeração das bactérias que causam a doença em presença de anticorpos específicos dos doentes infectados. Também se lhe deve o desenvolvimento de uma vacina contra aquela doença, que teve um importante papel na redução da mortalidade por tifóide entre os soldados aliados durante a Grande Guerra.
Em 1906 foi o primeiro cientista a reconhecer que a retenção de cloreto de sódio tinha uma relação directa com o aparecimento de nefrite e de edema cardíaco, do que resultou a recomendação de dietas pobres em sal para os pacientes que exibissem aquelas condições.

## Obras publicadas
- Etude sur l'infection puerpérale, 1889
- La cure de déchloruration dans le mal de Bright, 1906
- Maladies des veines et des lymphatiques, 1911
- Nouveau traité de médicine, 22 volumes, 1923 (em colaboração com G. H. Roger e P. I. Teissier)